# Картавенков, Валерий Иванович
Вале́рий Ива́нович Картавенков (9 января 1930, д. Петрушино, Вяземский район, Западная область, СССР — 1992, Ишим, Тюменская область, Россия) — вырубщик Ишимской обувной фабрики Министерства лёгкой промышленности РСФСР, Герой Социалистического Труда (1971).

## Биография
Родился 9 января 1930 года в деревне Петрушино Вяземского района ныне Смоленская область в крестьянской семье.
В 1942 году отец Валерия погиб на фронте, и семья (Валерий, его мать, младшие брат и сестра) переехала в д. Мезенка Ишимского района Тюменской области. В этом же году трудоустроился в колхоз имени Революции (Ишимский район). С 1945 по 1950 год — вырубщик деталей низа Ишимской обувной фабрики. Окончил семь классов школы рабочей молодежи. В 1950—1954 годах служил в армии, после демобилизации вернулся в Ишим, трудился шофёром.
В 1956 году вернулся на прежнюю должность вырубщика деталей низа Ишимской обувной фабрики, проработал там 34 года (до 1990 года). В 1959 году вступил в КПСС.
Указом Президиума Верховного Совета ССР от 5 апреля 1971 года «за выдающиеся успехи в досрочном выполнении заданий пятилетнего плана и большой творческий вклад в развитие производства тканей, трикотажа, обуви, швейных изделий и другой продукции лёгкой промышленности» удостоен звания Героя Социалистического Труда с вручением ордена Ленина и золотой медали «Серп и Молот».
Избирался членом горкома партии, депутатом городского Совета народных депутатов. На 8-м и 9-м съездах профсоюза работников лёгкой и текстильной промышленности избирался членом ЦК.
В 1990 году вышел на заслуженный отдых, жил в Ишиме Тюменской области, где скончался в 1992 году.
Награждён орденами Ленина (05.04.1971), Трудового Красного Знамени (09.06.1966), медалями.
В июне 2017 года на здании Ишимской обувной фабрики по улице Гагарина, 64 в его честь установлена мемориальная доска.

## Семья
Три сына, внуки.